# Jylland mellem tvende Have
Jylland mellem tvende Have er en dansk dokumentarfilm fra 1965 instrueret af Aksel Hald-Christensen efter eget manuskript.

## Handling
Denne artikel mangler et handlingsreferat. Hjælp os med at skrive det.